# Rally van Monte Carlo 2010
De Rally van Monte Carlo 2010, officieel 78ème Rallye Automobile de Monte-Carlo, was de 78ste editie van de Rally van Monte Carlo en de eerste ronde van de Intercontinental Rally Challenge in 2010. De start was in Valence en de finish vond plaats in Monte Carlo.
De rally werd gewonnen door gastrijder Mikko Hirvonen in de debuterende Ford Fiesta S2000. Voor het kampioenschap deed Škoda de beste zaken, met rijders Juho Hänninen en Nicolas Vouilloz maakte het met een tweede en derde plaats respectievelijk het podium compleet. Regerend kampioen Kris Meeke viel wederom uit in Monte Carlo, ditmaal vanwege een ongeluk, en regerend winnaar Sébastien Ogier moest laat in de rally opgeven door een technisch probleem.

## Route
| Etappe | Dag(en)             | Klassementsproeven | Competitieve afstand |
| ------ | ------------------- | ------------------ | -------------------- |
| 1      | Vrijdag 20 januari  | 4                  | 144,88 kilometer     |
| 2      | Zaterdag 21 januari | 6                  | 145,78 kilometer     |
| 3      | Zondag 22 januari   | 5                  | 105,52 kilometer     |
|        |                     |                    |                      |
| Totaal | Totaal              | 15                 | 396,18 kilometer     |

## Resultaten
| Top tien klassement | Top tien klassement | Top tien klassement   | Top tien klassement    | Top tien klassement            | Top tien klassement | Top tien klassement   | Top tien klassement | Top tien klassement | Top tien klassement |
| Pos.                | Nr.                 | Rijder                | Navigator              | Auto                           | Gr.                 | Inschrijving          | Tijd                | Verschil            | Punten              |
| ------------------- | ------------------- | --------------------- | ---------------------- | ------------------------------ | ------------------- | --------------------- | ------------------- | ------------------- | ------------------- |
| 1.                  | 2                   | Mikko Hirvonen        | Jarmo Lehtinen         | Ford Fiesta S2000              | N                   | M-Sport Ltd.          | 4:32.58,5           | 0.00                | 10                  |
| 2.                  | 5                   | Juho Hänninen         | Mikko Markkula         | Škoda Fabia S2000              | N                   | Škoda Motorsport      | 4:34.49,9           | + 1.51.4            | 8                   |
| 3.                  | 7                   | Nicolas Vouilloz      | Benjamin Veillas       | Škoda Fabia S2000              | N                   | Škoda Motorsport      | 4:36.17,6           | + 3.19.1            | 6                   |
| 4.                  | 6                   | Stéphane Sarrazin     | Jacques-Julien Renucci | Peugeot 207 S2000              | N                   | Peugeot France        | 4:40.24,0           | + 7.25.5            | 5                   |
| 5.                  | 3                   | Jan Kopecký           | Petr Starý             | Škoda Fabia S2000              | N                   | Škoda Motorsport      | 4:41.47,2           | + 8.48.7            | 4                   |
| 6.                  | 10                  | Guy Wilks             | Phil Pugh              | Škoda Fabia S2000              | N                   | Škoda UK              | 4:42.23,0           | + 9.24.5            | 3                   |
| 7.                  | 9                   | Bruno Magalhães       | Carlos Magalhães       | Peugeot 207 S2000              | N                   | Bruno Magalhães       | 4:42.43,9           | + 9.45.4            | 2                   |
| 8.                  | 16                  | Jean-Sébastien Vigion | Stéphane Prévot        | Peugeot 207 S2000              | N                   | Jean-Sébastien Vigion | 4:46.32,0           | + 13.33.5           | 1                   |
| 9.                  | 22                  | Jaroslav Orsák        | Karel Vajík            | Škoda Fabia S2000              | N                   | Jaroslav Orsák        | 4:54.15,1           | + 21.16.6           |                     |
| 10.                 | 23                  | Andrej Jereb          | Miran Kacin            | Peugeot 207 S2000              | N                   | Andrej Jereb          | 4:58.54,6           | + 25.26.1           |                     |
| Pos.                | Nr.                 | Rijder                | Navigator              | Auto                           | Gr.                 | Inschrijving          | KP                  | Reden               | Reden               |
| Niet aan de finish  |                     |                       |                        |                                |                     |                       |                     |                     |                     |
| NF                  | 1                   | Kris Meeke            | Paul Nagle             | Peugeot 207 S2000              | N                   | Peugeot UK            | 5                   | Ongeluk             | Ongeluk             |
| NF                  | 4                   | Sébastien Ogier       | Julien Ingrassia       | Peugeot 207 S2000              | N                   | Peugeot France        | 14                  | Dynamo              | Dynamo              |
| NF                  | 8                   | Toni Gardemeister     | Tomi Tuominen          | Fiat Abarth Grande Punto S2000 | N                   | Astra Racing          | 11                  | Mechanisch          | Mechanisch          |
| NF                  | 11                  | Bryan Bouffier        | Xavier Panseri         | Subaru Impreza STi             | N                   | Tommi Mäkinen Racing  | 8                   | Ongeluk             | Ongeluk             |
| NF                  | 12                  | Franz Wittmann Jr.    | Klaus Wicha            | Peugeot 207 S2000              | N                   | Interwetten Racing    | 13                  | Ongeluk             | Ongeluk             |
| NF                  | 14                  | Olivier Marty         | Thomas Roux            | Fiat Abarth Grande Punto S2000 | N                   | Olivier Marty         | 12                  | Ongeluk             | Ongeluk             |
| NF                  | 15                  | Julien Maurin         | Gilles Thimonier       | Ford Fiesta S2000              | N                   | M-Sport Ltd.          | 2                   | Motor               | Motor               |
| NF                  | 17                  | Renaud Poutot         | Lionel Currat          | Fiat Abarth Grande Punto S2000 | N                   | Renaud Poutot         | 2                   | Ongeluk             | Ongeluk             |
| NF                  | 20                  | Luca Betti            | Alessandro Mattioda    | Peugeot 207 S2000              | N                   | Luca Betti            | 4                   | Mechanisch          | Mechanisch          |
| NF                  | 24                  | Frédéric Romeyer      | David Marty            | Mitsubishi Lancer Evo IX       | N                   | Frédéric Romeyer      | 4                   | Ongeluk             | Ongeluk             |

## Statistieken

#### Klassementsproeven
| Etappe           | KP | Starttijd | Naam                                                     | Lengte   | Winnaar           | Tijd    | Gem. snelheid | Leider         |
| ---------------- | -- | --------- | -------------------------------------------------------- | -------- | ----------------- | ------- | ------------- | -------------- |
| Proloog (19 jan) |    | 18:38     | Lente - Col de Gaudissart                                | 8,38 km  | Toni Gardemeister | 6:54,2  | 76,75 km/u    | geen*          |
|                  |    |           |                                                          |          |                   |         |               |                |
| 1 (20 jan)       | 1  | 11:51     | Burzet - Lachamp Raphael 1                               | 27,27 km | Mikko Hirvonen    | 16:01,4 | 102,11 km/u   | Mikko Hirvonen |
| 1 (20 jan)       | 2  | 12:59     | Saint-Pierreville - Antraigues 1                         | 45,17 km | Sébastien Ogier   | 30:54,9 | 87,70 km/u    | Mikko Hirvonen |
| 1 (20 jan)       | 3  | 15:02     | Burzet - Lachamp Raphael 2                               | 27,27 km | Mikko Hirvonen    | 15:49,7 | 103,37 km/u   | Mikko Hirvonen |
| 1 (20 jan)       | 4  | 16:10     | Saint-Pierreville - Antraigues 2                         | 45,17 km | Sébastien Ogier   | 30:45,9 | 88,09 km/u    | Mikko Hirvonen |
|                  |    |           |                                                          |          |                   |         |               | Mikko Hirvonen |
| 2 (21 jan)       | 5  | 10:13     | Labatie d'Andaure - Saint-Pierre-sur-Doux 1              | 25,30 km | Nicolas Vouilloz  | 17:38,5 | 86,05 km/u    | Mikko Hirvonen |
| 2 (21 jan)       | 6  | 10:55     | Saint-Bonnet - Saint-Julien-Molhesabate - Saint-Bonnet 1 | 25,67 km | Sébastien Ogier   | 17:19,7 | 88,88 km/u    | Mikko Hirvonen |
| 2 (21 jan)       | 7  | 12:20     | Lamastre - Gilhoc - Alboussiere 1                        | 21,92 km | Mikko Hirvonen    | 14:43,0 | 89.,37 km/u   | Mikko Hirvonen |
| 2 (21 jan)       | 8  | 15:28     | Labatie d'Andaure - Saint-Pierre-sur-Doux 2              | 25,30 km | Juho Hänninen     | 16:36,8 | 91,37 km/u    | Mikko Hirvonen |
| 2 (21 jan)       | 9  | 16:10     | Saint-Bonnet - Saint-Julien-Molhesabate - Saint-Bonnet 2 | 25,67 km | Sébastien Ogier   | 15:51,1 | 97,16 km/u    | Mikko Hirvonen |
| 2 (21 jan)       | 10 | 18:05     | Lamastre - Gilhoc - Alboussiere 2                        | 21,92 km | Sébastien Ogier   | 15:03,0 | 87,39 km/u    | Mikko Hirvonen |
|                  |    |           |                                                          |          |                   |         |               | Mikko Hirvonen |
| 3 (22 jan)       | 11 | 9:23      | Mountauban sur Ouveze - Eygalayes                        | 30,42 km | Sébastien Ogier   | 23:18,5 | 78,31 km/u    | Mikko Hirvonen |
| 3 (22 jan)       | 12 | 19:15     | Peira Cava - La Bollène-Vésubie 1                        | 18,42 km | Sébastien Ogier   | 13:23,4 | 82,54 km/u    | Mikko Hirvonen |
| 3 (22 jan)       | 13 | 19:48     | Lantosque - Lucéram 1                                    | 19,13 km | Stéphane Sarrazin | 14:12,9 | 80,75 km/u    | Mikko Hirvonen |
| 3 (22 jan)       | 14 | 23:20     | Peira Cava - La Bollène-Vésubie 2                        | 18,42 km | Juho Hänninen     | 13:52,3 | 79,57 km/u    | Mikko Hirvonen |
| 3 (22 jan)       | 15 | 23:53     | Lantosque - Lucéram 2                                    | 19,13 km | Stéphane Sarrazin | 14:40,2 | 78,24 km/u    | Mikko Hirvonen |

- Noot: De proloog maakte de startvolgorde voor de eerste etappe uit, met de top tien startend in omgekeerde volgorde dan waar ze aan de finish kwamen.

#### KP overwinningen
| Rijder            | Aantal |
| ----------------- | ------ |
| Sébastien Ogier   | 7      |
| Mikko Hirvonen    | 3      |
| Juho Hänninen     | 2      |
| Stéphane Sarrazin | 2      |
| Nicolas Vouilloz  | 1      |

## Kampioenschap standen

#### Rijders
| Pos. | Rijder            | Ptn. |
| ---- | ----------------- | ---- |
| 1    | Mikko Hirvonen    | 25   |
| 2    | Juho Hänninen     | 18   |
| 3    | Nicolas Vouilloz  | 15   |
| 4    | Stéphane Sarrazin | 12   |
| 5    | Jan Kopecký       | 10   |

#### Constructeurs
| Pos. | Constructeur | Ptn. |
| ---- | ------------ | ---- |
| 1    | Škoda        | 14   |
| 2    | M-Sport      | 10   |
| 3    | Peugeot      | 7    |